# Ovčáry, Mělník
Ovčáry là một làng thuộc huyện Mělník, vùng Středočeský, Cộng hòa Séc.